# 范承祖
范承祖（1938年—），汉族，中华人民共和国政治人物、第十一届全国政协委员。
担任中国基督教协会副会长、内蒙古基督教三自爱国运动委员会主任。2008年，当选第十一届全国政协委员，代表宗教界，分入第五十一组。